# Bigfoot (datorspel)
Bigfoot är ett monstertruck-racingspel utgivet i juli 1990 till Nintendo Entertainment System. Det utvecklades av Beam Software och utgavs av Acclaim.

### Fotnoter
1. 1 2  ”Bigfoot”. NES DB. 26 februari 1990. Arkiverad från originalet den 27 april 2014. https://web.archive.org/web/20140427211045/http://www.nesdb.se/game_more.php?id=172&rid=3. Läst 27 april 2014.